# موتور مهدی اباذری
موتور مهدی اباذری یک منطقهٔ مسکونی در ایران است که در دهستان وکیل‌آباد واقع شده‌است. موتور مهدی اباذری ۴۳ نفر جمعیت دارد.